# Turmhügel Holztraubach
Der Turmhügel Holztraubach ist eine abgegangene mittelalterliche Turmhügelburg (Motte) 80 m südsüdwestlich der Ortskirche St. Laurentius in Holztraubach, einem Gemeindeteil des niederbayerischen Marktes Mallersdorf-Pfaffenberg im Landkreis Straubing-Bogen. Die Anlage wird als Bodendenkmal unter der Aktennummer D-2-7239-0121 als „verebneter Turmhügel des Mittelalters“ geführt. 

## Beschreibung
Der Turmhügel Holztraubach ist auf dem Urkataster von Bayern als Weiheranlage mit einem breiten Wassergraben und einer annähernd quadratischen Insel mit etwa 30 m Kantenlänge dargestellt. Von Norden her führt eine Brücke zu dem Anwesen. Heute sind von der Anlage nur noch schwache Bodenerhebungen in einem Wiesengelände erkennbar. Aufgehende Teile sind nicht mehr vorhanden. Durch die Anlage zieht sich der Holztraubach, der in den Grafentraubach und dieser in die Kleine Laber einmündet.